# Средња стручна школа „Душан Тривунац Драгош” Сврљиг
Средња стручна школа „Душан Тривунац Драгош” Сврљиг је једина четворогодишњих средњих школа на територији града Зајечара и функционише у оквиру образовног система Републике Србије.
Стручна школа у Сврљигу је изграђена самодоприносом грађана општине Сврљиг 1984. и 1985. године, када је и почела самостално да ради под данашњим називом. До тада је радила три године као истурено одељење заједничке основне ОВО „12 фебруар” из Ниша у просторијама ОШ „Добрила Стамболић“ у Сврљигу.

## Образовни профили
- Гимназија општи смер. Предмети који се овде уче представљају уравнотежен избор како природних, тако и друштвених наука, где су часови расподељени тако да ђаци уче подједнако довољно математике, матерњи језик, стране језике, биологију, музичко, физику, историју итд.
- Туристичко, хотелијерски техничар. Бави се организацијом туристичких понуда које уговара и пружа све неопходне информације о њима. Задатак му је да прикупи и обезбеди сву неопходну документацију (пасоше, визе, итд.) као и да провери да ли је важећа. Резервише смештај и карте. Стоји на располагању како путницима тако и хотелима и превозницима и задатак му је да буде посредник. Циљ му је удобност и квалитет туристичке услуге.
- Машински техничар моторних возила. Проучава функционално стање моторних возила. Знање о начину функционисања, адекватној опреми, алату и одржавању возила стиче како теоријским тако и практичним радом.
- Трговачка. Бави се пласирањем производа на одговарајућем тржишту, успоставља контакте са потенцијалним муштеријама и презентује производ у најбољем светлу и повољним условима за купопродају.